# Бостън Глоуб
„Бостън Глоуб“ (на английски: The Boston Globe) е най-големият вестник в Бостън, щата Масачузетс, САЩ. Основен конкурент на вестника е „Бостън Хералд“.
През 2008 г. ежедневният тираж на вестника пада от 382 503 до 350 605 броя.
Вестникът е основан през 1872 г. от 6 бостънски бизнесмени, начело с Ебен Джордон, инвестирал в това съвместно предприятие 150 000 $. Първият брой на вестника „Бостън Глоуб“ се появява на цена 4 цента на 4 март 1872 г.
В продължение на 100 години вестникът е частна компания. През 1973 г. се преобразува в публична компания и излиза на борсата под името Афилиейтид Пъбликейшънс. От 1993 г. тя принадлежи на Ню Йорк Таймс Къмпъни.
Журналистите на вестника изиграват важна роля в разкриването на сексуалния скандал в Римокатолическата църква през 2001 – 2003 г.